# Olivetti P203
L'Olivetti P203 è un personal computer  presentato nel 1967 come successore del Programma 101 per l'ambito commerciale. Si può affermare semplicisticamente che il P203 è una P101 unita a una macchina da scrivere Tekne 3 e, successivamente, con una Editor 4.

## Funzionamento
La macchina è dotata di una memoria magnetostrittiva da 320 byte e di dieci registri da trenta cifre ciascuno. Il linguaggio utilizzato era simile a quello della progenitrice, con estensioni per permettere la stampa di numeri sulla macchina da scrivere, effettuata tramite magneti. I programmi erano salvati su cartoline magnetiche, diverse da quelle del P101 (infatti i programmi di quest'ultimo erano eseguibili se trascritti manualmente sul P203, ma l'operazione era impossibile in senso inverso). Il computer poteva essere interfacciato a un perforatore di schede per comunicare con i grandi computer.

## Produzione
La macchina venne prodotta in circa 40 000 esemplari ed ebbe molto successo in Germania, con l'introduzione della locale IVA.

### Approfondimenti
1. ↑  La macchina è priva di memoria indirizzabile, quindi non ha senso parlare di memoria RAM, al massimo di memoria primaria. Esistono solamente dei registri di memoria nella ALU, la cui capacità totale si può  stimare in 320 byte.